# هاشم صهبا
هاشم صهبا (۱۲۷۰ - ۱۳۲۹) از کارگزاران اقتصادی دوران پهلوی بود.
در مدرسه حقوق و چندی هم در اروپا  تحصیل کرد و در بازگشت در ایران وارد خدمت وزارت مالیه شد. مراحل اداری را پشت سر گذاشت تا اینکه در هجدهم اسفند ۱۳۲۱ الله‌یار صالح وزیر دارایی کابینه علی سهیلی، او را به عنوان معاون خود به مجلس شورای ملی معرفی کرد.
صهبا در سال ۱۳۲۳ رئیس هیئت مدیره بانک کشاورزی و سال بعد در دولت حکیم‌الملک نزدیک به دو ماه وزیر بازرگانی و پیشه و هنر شد. پس از این دو ماه دوباره به مدیریت بانک کشاورزی بازگشت و تا سال ۱۳۲۷ که به ریاست کمیسیون ارز رسید در آن سمت باقی بود. صهبا از سال ۱۳۲۵ نیز به جای غلامحسین رهنما، رئیس هیئت ناظران بانک ملی بود.